# Huracà Maria
L'huracà Maria és un potent cicló tropical que va colpejar el 20 de setembre de 2017 l'illa de Puerto Rico com a huracà de categoria 4. El seu centre va tocar terra a 40 quilòmetres a l'oest de la capital, San Juan, i es va convertir en la tempesta tropical més forta que va pateir la ciutat des del 1928.
Va provocar pluges torrencials i vents de fins a 220 km/h quedant el 90% de l'illa sense electricitat. L'huracà Maria va deixar dos morts a l'illa francesa de Guadeloupe i va devastar completament la petita illa de Dominica, on va arribar el 19 de setembre com a huracà de categoria 5. La seva trajectòria va derivar després cap a les illes Verges dels Estats Units, on va provocar també enormes danys en una de les illes, Saint Croix.
El Maria és el segon gran huracà que va assolar les illes del Carib el mes de setembre de 2017, després que l'Huracà Irma deixés més d'una vuitantena de morts en el seu pas devastador per aquesta zona i també per l'estat nord-americà de Florida.
Després de Puerto Rico, el Maria es va encaminar cap a la costa de la República Dominicana, segons el National Hurricane Center dels EUA, resultant ser fins aquell moment el cicló més intens que va atacar els territoris dels Estats Units en la història registrada i va causar danys catastròfics a Puerto Rico.